# Veikkausliiga 2016
Die Veikkausliiga 2016 war die 27. Spielzeit der höchsten finnischen Spielklasse im Fußball der Männer unter diesem Namen sowie die 86. Saison seit deren Einführung im Jahre 1930. Die Saison startete am 2. April und endete am 23. Oktober 2016. Neu in die Veikkausliiga aufgestiegen sind PS Kemi Kings und PK-35 Vantaa.
Die Meisterschaft sicherte sich zum ersten Mal in der Vereinsgeschichte IFK Mariehamn. Den Pokal gewann Seinäjoen JK. Neben dem Meister und Pokalsieger qualifizierten sich HJK Helsinki und Vaasan PS für die internationalen Wettbewerbe. PK-35 Vantaa stieg nach nur einer Saison direkt wieder in die zweitklassige Ykkönen ab.

## Modus
Die Meisterschaft wurde in einer Dreifachrunde ausgespielt. Jede Mannschaft bestritt somit 33 Saisonspiele. Der Tabellenletzte stieg direkt ab, der Vorletzte musste in die Relegation.

## Teilnehmende Mannschaften
| Verein                       | Stadt     | Stadion                    | Kapazität |
| ---------------------------- | --------- | -------------------------- | --------- |
| FC Lahti                     | Lahti     | Stadion Lahti              | 14.465    |
| Helsingfors IFK HJK Helsinki | Helsinki  | Sonera Stadium             | 10.770    |
| IFK Mariehamn                | Mariehamn | Wiklöf Holding Arena       | 05.637    |
| Inter Turku                  | Turku     | Veritas-Stadion            | 09.372    |
| Kuopion PS                   | Kuopio    | Magnum Areena              | 04.700    |
| PK-35 Vantaa                 | Vantaa    | Myyrmäen Jalkapallostadion | 04.300    |
| PS Kemi Kings                | Kemi      | Sauvosaaren urheilupuisto  | 04.500    |
| Rovaniemi PS                 | Rovaniemi | Rovaniemen keskuskenttä    | 04.768    |
| Seinäjoen JK                 | Seinäjoki | OmaSP Stadion              | 06.000    |
| Ilves Tampere                | Tampere   | Tammela Stadion            | 05.040    |
| Vaasan PS                    | Vaasa     | Elisa Stadion              | 04.600    |

## Abschlusstabelle
| Pl. | Verein             | Sp. | S  | U  | N  | Tore    | Diff. | Punkte |
| --- | ------------------ | --- | -- | -- | -- | ------- | ----- | ------ |
| 1.  | IFK Mariehamn (P)  | 33  | 17 | 10 | 6  | 040:250 | +15   | 61     |
| 2.  | HJK Helsinki       | 33  | 16 | 10 | 7  | 052:360 | +16   | 58     |
| 3.  | Seinäjoen JK (M)   | 33  | 17 | 6  | 10 | 049:360 | +13   | 57     |
| 4.  | Vaasan PS          | 33  | 15 | 8  | 10 | 036:270 | +9    | 53     |
| 5.  | Ilves Tampere      | 33  | 15 | 7  | 11 | 036:350 | +1    | 52     |
| 6.  | Rovaniemi PS       | 33  | 13 | 11 | 9  | 043:330 | +10   | 50     |
| 7.  | Kuopion PS         | 33  | 14 | 7  | 12 | 037:310 | +6    | 49     |
| 8.  | FC Lahti           | 33  | 10 | 12 | 11 | 042:430 | −1    | 42     |
| 9.  | PS Kemi Kings (N)  | 33  | 10 | 5  | 18 | 029:480 | −19   | 35     |
| 10. | Helsingfors IFK    | 33  | 8  | 10 | 15 | 035:390 | −4    | 34     |
| 11. | Inter Turku        | 33  | 7  | 11 | 15 | 028:410 | −13   | 32     |
| 12. | PK-35 Vantaa 1 (R) | 33  | 4  | 7  | 22 | 032:650 | −33   | 13     |

Platzierungskriterien: 1. Punkte – 2. Tordifferenz – 3. geschossene Tore

| (M) | amtierender Meister            |
| (P) | amtierender Pokalsieger        |
| (R) | Gewinner der Relegationsspiele |
| (N) | Neuaufsteiger                  |

## Kreuztabelle
| Spieltage 1–22  | IFK Mariehamn | HJK Helsinki | Seinäjoen JK | Vaasan PS | Ilves Tampere | Rovaniemi PS | Kuopion PS | FC Lahti | PS Kemi Kings | Helsingfors IFK | Inter Turku | PK-35 Vantaa |
| --------------- | ------------- | ------------ | ------------ | --------- | ------------- | ------------ | ---------- | -------- | ------------- | --------------- | ----------- | ------------ |
| IFK Mariehamn   |               | 0:0          | 1:0          | 2:2       | 3:1           | 1:0          | 0:3        | 3:0      | 2:0           | 2:5             | 0:0         | 0:0          |
| HJK Helsinki    | 2:0           |              | 2:1          | 3:1       | 5:1           | 1:1          | 2:3        | 2:2      | 2:0           | 2:1             | 3:1         | 4:2          |
| Seinäjoen JK    | 0:1           | 2:3          |              | 1:0       | 0:2           | 3:1          | 1:0        | 4:1      | 1:0           | 2:1             | 1:0         | 3:2          |
| Vaasan PS       | 0:2           | 3:0          | 2:1          |           | 2:0           | 1:0          | 3:0        | 1:0      | 0:1           | 3:1             | 0:0         | 2:1          |
| Ilves Tampere   | 0:1           | 1:0          | 2:1          | 1:0       |               | 1:1          | 1:0        | 2:0      | 1:1           | 3:1             | 0:0         | 2:0          |
| Rovaniemi PS    | 0:0           | 2:2          | 2:3          | 2:0       | 1:0           |              | 0:1        | 0:0      | 5:0           | 1:0             | 2:1         | 1:0          |
| Kuopion PS      | 1:0           | 0:0          | 0:0          | 1:0       | 0:1           | 1:1          |            | 2:0      | 2:0           | 1:0             | 2:1         | 2:3          |
| FC Lahti        | 1:1           | 1:2          | 3:0          | 4:0       | 3:2           | 1:2          | 0:0        |          | 1:0           | 2:2             | 1:0         | 2:1          |
| PS Kemi Kings   | 1:2           | 1:0          | 3:0 2        | 0:0       | 1:0           | 0:2          | 0:2        | 2:1      |               | 1:2             | 3:1         | 2:1          |
| Helsingfors IFK | 0:1           | 0:0          | 1:1          | 0:1       | 0:1           | 1:1          | 3:2        | 2:2      | 0:0           |                 | 1:2         | 1:2          |
| Inter Turku     | 0:2           | 0:0          | 1:3          | 0:2       | 1:0           | 1:2          | 3:1        | 1:1      | 0:2           | 1:0             |             | 2:2          |
| PK-35 Vantaa    | 0:2           | 1:2          | 0:0          | 0:2       | 1:1           | 3:4          | 1:1        | 1:1      | 2:2           | 0:2             | 3:1         |              |

| Spieltage 23–33 | IFK Mariehamn | HJK Helsinki | Seinäjoen JK | Vaasan PS | Ilves Tampere | Rovaniemi PS | Kuopion PS | FC Lahti | PS Kemi Kings | Helsingfors IFK | Inter Turku | PK-35 Vantaa |
| --------------- | ------------- | ------------ | ------------ | --------- | ------------- | ------------ | ---------- | -------- | ------------- | --------------- | ----------- | ------------ |
| IFK Mariehamn   |               | –            | –            | 0:0       | 2:1           | –            | –          | –        | 1:0           | 1:0             | 1:1         | 4:2          |
| HJK Helsinki    | 1:1           |              | 0:0          | –         | –             | 2:1          | 1:0        | 1:4      | –             | –               | –           | 2:0          |
| Seinäjoen JK    | 1:0           | –            |              | –         | 4:0           | –            | 1:0        | 2:2      | –             | –               | 1:0         | 5:0          |
| Vaasan PS       | –             | 0:0          | 1:2          |           | –             | 1:0          | 1:1        | 0:1      | –             | –               | –           | –            |
| Ilves Tampere   | –             | 1:3          | –            | 0:0       |               | 2:1          | –          | –        | 2:0           | 1:1             | –           | –            |
| Rovaniemi PS    | 1:1           | –            | 1:1          | –         | –             |              | 2:1        | 3:0      | –             | 0:0             | –           | 1:0          |
| Kuopion PS      | 2:1           | –            | –            | –         | 1:2           | –            |            | –        | 1:0           | –               | 0:2         | 3:0          |
| FC Lahti        | 0:2           | –            | –            | –         | 0:0           | –            | 1:1        |          | –             | 0:0             | 1:2         | 2:0          |
| PS Kemi Kings   | –             | 0:2          | 1:3          | 1:4       | –             | 3:1          | –          | 2:4      |               | –               | –           | –            |
| Helsingfors IFK | –             | 2:1          | 3:1          | 0:1       | –             | –            | 0:2        | –        | 3:1           |                 | –           | –            |
| Inter Turku     | –             | 3:2          | –            | 1:1       | 0:1           | 1:1          | –          | –        | 0:0           | 0:0             |             | –            |
| PK-35 Vantaa    | –             | –            | –            | 1:2       | 1:3           | –            | –          | –        | 0:1           | 0:2             | 2:1         |              |

## Relegation
Der 11. der Veikkausliiga 2016 spielte gegen den 2. der Ykkönen 2016. Das Hinspiel fand am 26. und das Rückspiel am 29. Oktober 2016 statt. Der Sieger qualifizierte sich für die Veikkausliiga 2017.
|          | Gesamt |             | Hinspiel | Rückspiel |
| -------- | ------ | ----------- | -------- | --------- |
| Turku PS | 0:2    | Inter Turku | 0:0      | 0:2       |

## Torschützenliste
| Platz | Spieler         | Mannschaft    | Tore |
| ----- | --------------- | ------------- | ---- |
| 01.   | Roope Riski     | Seinäjoen JK  | 17   |
| 02.   | Njazi Kuqi      | Inter Turku   | 16   |
| 02.   | Alfredo Morelos | HJK Helsinki  | 16   |
| 04.   | Gbolahan Salami | Kuopion PS    | 14   |
| 05.   | Billy Ions      | Seinäjoen JK  | 13   |
| 05.   | Dever Orgill    | IFK Mariehamn | 13   |
| 07.   | Robert Taylor   | Rovaniemi PS  | 11   |
| 08.   | Pyry Soiri      | Vaasan PS     | 10   |
| 08.   | Jasse Tuominen  | FC Lahti      | 10   |